# The More the Merrier
The More the Merrier (br: Original pecado; pt: Gentes a Mais... Casas a Menos) é um filme estadunidense de 1943, do gênero comédia romântica, realizado por George Stevens. Foi feito um remake em 1966, chamado Walk, Don't Run com Cary Grant no elenco e dirigido por Charles Walters.

## Sinopse
Durante a segunda guerra mundial, a jovem Connie Milligan aluga metade da sua casa a Benjamin Dingle, um simpático senhor. Ele, por sua vez, aluga metade da sua parte a Joe Carter, um sargento da força aérea. Esta situação resulta numa inocente relação a três, na qual Benjamin faz as vezes de cupido.

## Elenco
- Jean Arthur .... Constance "Connie" Milligan
- Joel McCrea .... Joe Carter
- Charles Coburn .... Benjamin Dingle
- Richard Gaines .... Charles J. Pendergast
- Bruce Bennett .... Evans
- Clyde Fillmore .... senador Noonan
- Stanley Clements .... Morton Rodakiewicz
- Donald Douglas .... agente Harding
- Betzi Beaton .... srta. Finch
- Frank Sully .... bêbado
- Robert F. Hill (não-creditado)

## Principais prêmios e indicações
Oscar 1944 (EUA)
- Venceu na categoria de Melhor Ator Coadjuvante (Charles Coburn).
- Indicado nas categorias de Melhor Filme, Melhor Diretor, Melhor Atriz (Jean Arthur), Melhor História Original, Melhor Roteiro Original.

Prêmio NYFCC 1943 (New York Film Critics Circle Awards, EUA)
- Venceu na categoria de Melhor Diretor.